# Médaille Euler
La médaille Euler, ainsi nommée d'après le mathématicien suisse du XVIIIe siècle Leonhard Euler, est une récompense donnée annuellement par l'ICA (Institute of Combinatorics and its Applications), institut canadien promouvant les mathématiques. Elle a pour but de distinguer des mathématiciens, encore en activité, s'étant illustrés dans le domaine de l'analyse combinatoire.

## Lauréats
- 1991 : Alexandre Alexandrov, (URSS)
- 1993 : Claude Berge (France), Ronald Graham (États-Unis)
- 1994 : Joseph A. Thas (de) (Belgique)
- 1995 : Hanfried Lenz (Allemagne)
- 1996 : Jack van Lint (Pays-Bas)
- 1997 : non décernée
- 1998 : Peter Hammer (États-Unis), Anthony Hilton (Royaume-Uni)
- 1999 : Dwijendra Kumar Ray-Chaudhuri (États-Unis)
- 2000 : Richard A. Brualdi (États-Unis), Horst Sachs (Allemagne)
- 2001 : Spyros Magliveras
- 2002 : Herbert Wilf (États-Unis)
- 2003 : Peter Cameron (Royaume-Uni), Charles Colbourn (en) (États-Unis)
- 2004 : Doron Zeilberger[1] (Israël), Zhu Lie (Chine)
- 2005 : Ralph Faudree (États-Unis), Aviezri Fraenkel (Israël)
- 2006 : Clement W. H. Lam (Canada), Nick Wormald (Canada)[2]
- 2007 : Stephen Milne (États-Unis)[3], Heiko Harborth (en) (Allemagne)
- 2008 : Gábor Korchmáros (de) (Hongrie)[4]
- 2009 : non décernée
- 2010 : Bojan Mohar (de) (Slovénie)
- 2011 : Cheryl Praeger (Australie)
- 2012 : Alexander Rosa (de) (Canada)
- 2013 : Curt Lindner (de) (USA)
- 2014 : Brian Alspach (USA)
- 2015 : non décernée
- 2016 : James William Peter Hirschfeld (Royaume-Uni)
- 2017 : Fan Chung (USA)
- 2018 : Dieter Jungnickel (Allemagne)
- 2019 : non décernée
- 2020 : Marston Conder
- 2021 : Hendrik Van Maldeghem
- 2022 : George E. Andrews (USA)
- 2023 : Jennifer Seberry (Australie)